# Dóra Strátou
Dóra Strátou, en grec moderne : Δόρα Στράτου, (1903-1988), est une actrice et chorégraphe grecque. Elle est la fondatrice de la compagnie de danse grecque éponyme, installée à Pláka. Elle a joué un rôle clé dans le sauvetage des danses et des costumes traditionnels grecs.

## Biographie
Dóra Strátou est née à Athènes, le 18 novembre 1903.
Elle est la fille de l'avocat, homme politique et premier ministre Nikólaos Strátos et de Maria Koromilas (fille du dramaturge Dimítrios Koromilás (el)). Elle étudie le piano, le chant, la danse et le théâtre. Elle grandit dans un environnement bourgeois avec de nombreuses influences des pièces de théâtre classiques et des grands bals donnés aux palais et ambassades.
La condamnation à mort et l'exécution de son père, le 15 novembre 1922 constituent l'expérience la plus traumatisante de sa vie. Après la confiscation des biens de ses parents et la dégradation sociale, elle part avec sa mère et son frère Andreas pour 10 ans à l'étranger (Berlin, Paris et New York), où elle poursuit ses études.
En 1932, elle retourne en Grèce et aide Károlos Koun (el) à créer son théâtre. Pendant l'occupation, il collabore activement aux œuvres de charité de l'archidiocèse d'Athènes et participe à l'Organisation nationale de la solidarité chrétienne.

## Publication
- Dóra Strátou, Les danses grecques, lien vivant avec la Grèce de l'Antiquité, 1967.